# غليفاذا
غليفاذا : (باليونانية: Γλυφάδα)، (بالإنجليزية: Glyfada) مدينة يونانية، وضاحية أنيقة من ضواحي أثينا الجنوبية الشرقية.

## الموقع والسكان
تمتد المدينة من سفوح جبل هيميتوس إلى خليج سارونيكو، وتعد أكبر بلدية في ضواحي أثينا الجنوبية الشرقية. يبلغ عدد سكانها حوالي 84 ألف نسمة وبالتالي تعد السابعة من ضواحي أثينا الكبرى بحسب عدد السكان.

## التاريخ
تحتل غليفاذا موقع بلدة إيكسوني الإغريقية القديمة، حيث أصبحت الآن من الضواحي الحديثة والأنيقة لأثينا والمليئة بالمطاعم والمرابع الليلية، تأسست المدينة الحديثة في أواسط القرن الماضي كمركز لضواحي أثينا الجنوبية وسرعان ما أصبحت منطقة للأغنياء وحي للأعمال نظراً لموقعها الجميل على ساحل خليج سارونيكو.

## متفرقات
•	تعد بلدية غليفاذا من أكثر مدن اليونان تبنياً لنمط الحياة الأمريكية، نظراً لوجود قاعدة جوية أمريكية بالقرب من المدينة في الثمانينات الأمر الذي ساهم بتبني السكان بشكل أكبر الثقافة ونمط الحياة الأمريكي.
•	تعرف المدينة بمطاعمها وحياتها الليلية الصاخبة، وهي أيضاً أهم منطقة أثينية من ناحية الأعمال والتسوق.
•	تمتلك ساحل طويل، مارينا حديثة، وأهم ملعب غولف في اليونان.

## توأمة
لغليفاذا اتفاقيات توأمة مع كل من:
- نيش
- غزيرا
- فيدنويي

## أعلام
- فراجيسكوس ألفيرتيس